# Johann Gabriel Seidl

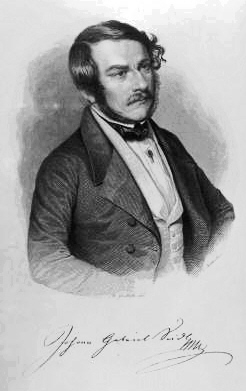
Johann Gabriel Seidl

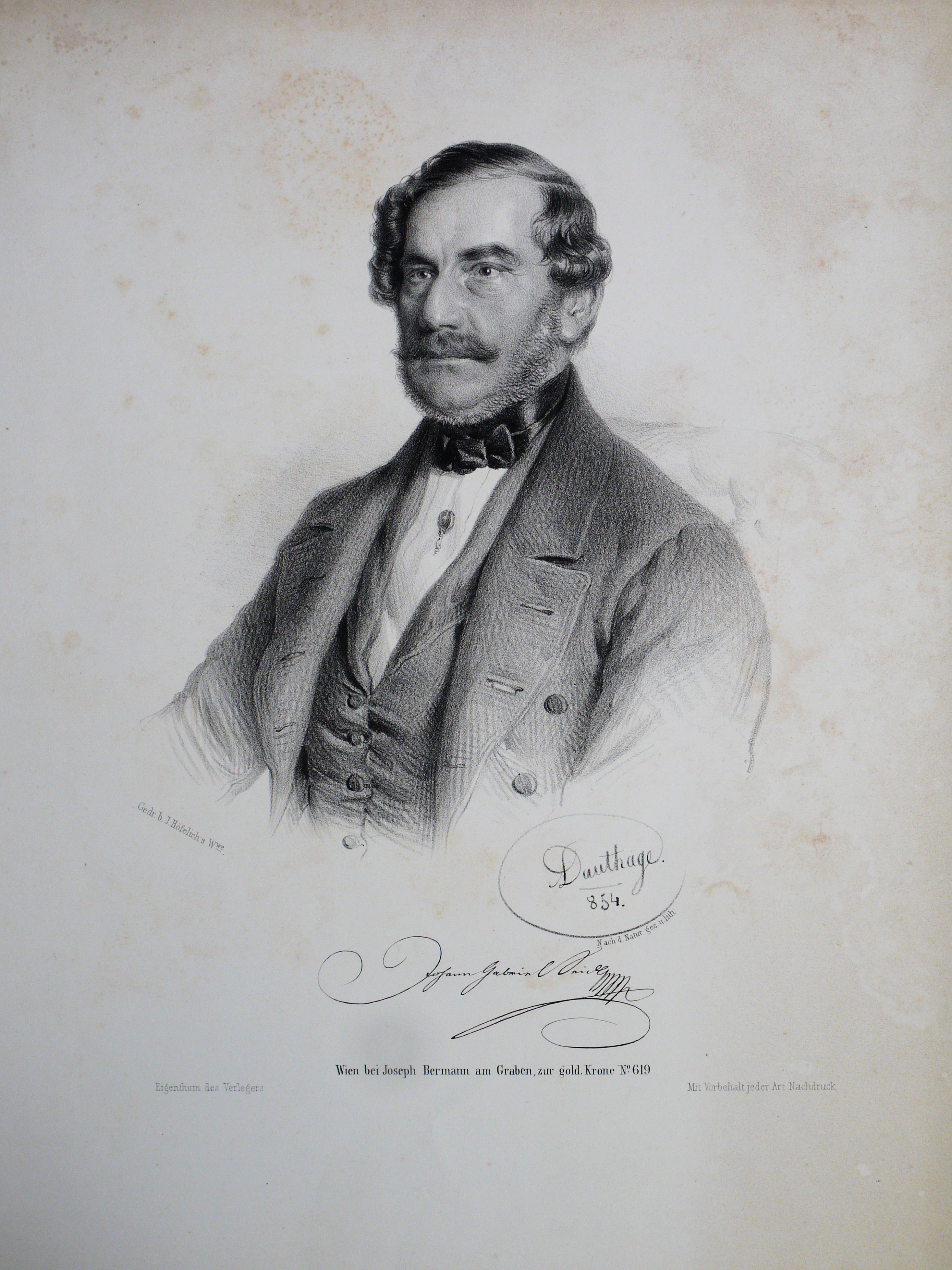
Johann Gabriel Seidl. Lithographie von Adolf Dauthage, 1854

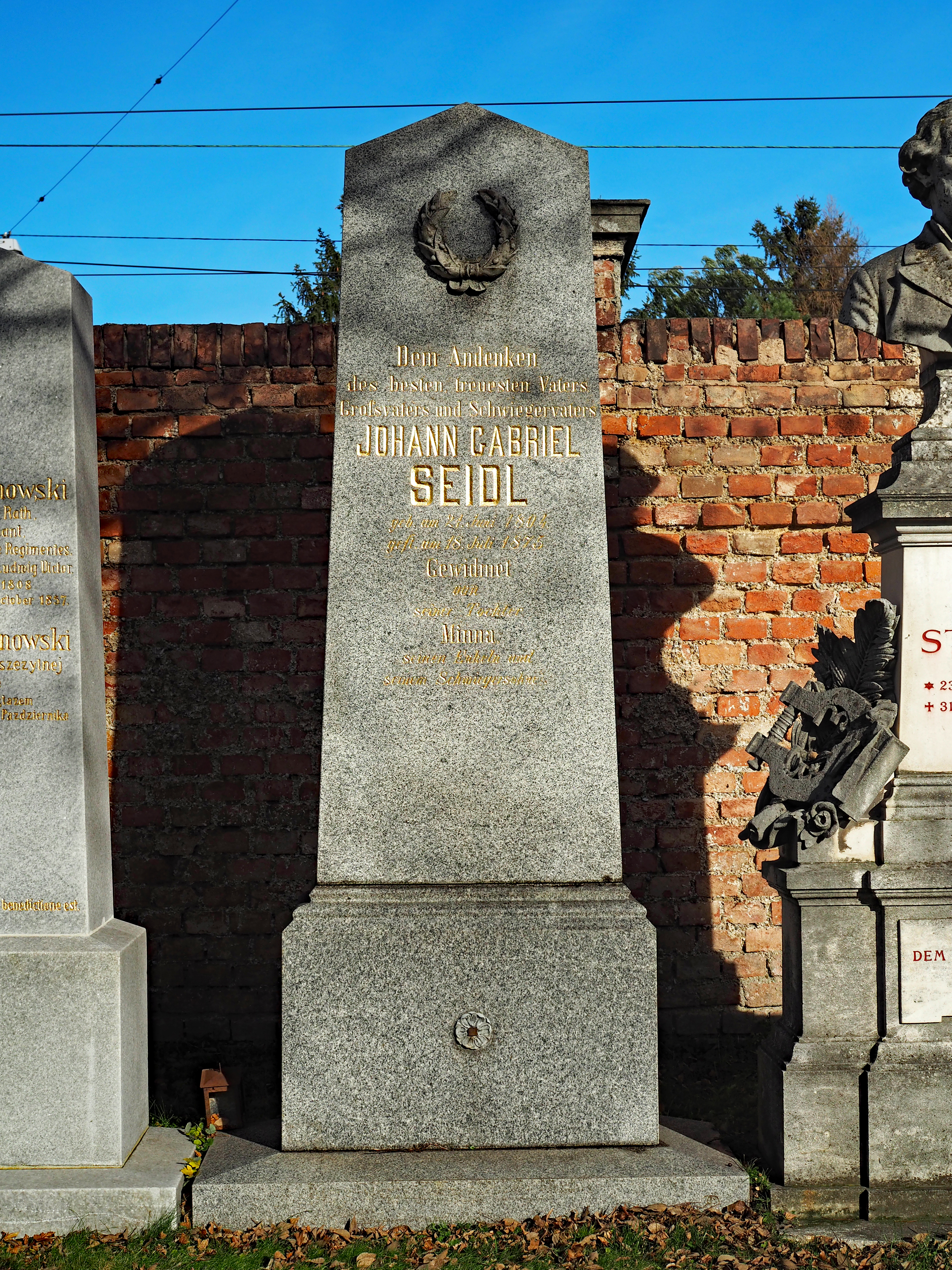
Grabstätte von Johann Gabriel Seidl auf dem Wiener Zentralfriedhof

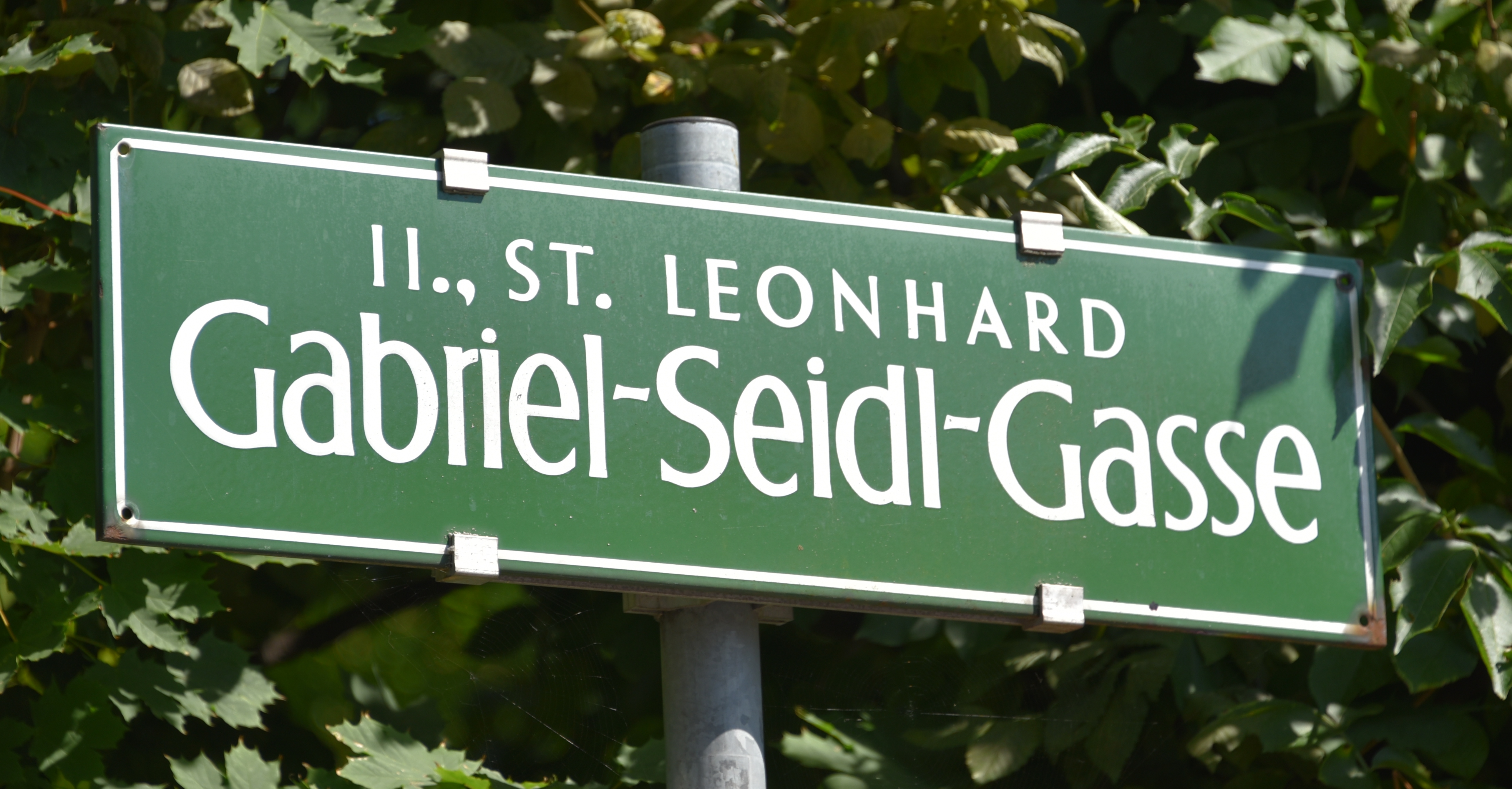
Straßenschild der Gabriel-Seidl-Gasse in Graz

Johann Gabriel Seidl (* 21. Juni 1804 in Wien; † 18. Juli 1875 ebenda) war ein österreichischer Archäologe, Lyriker, Erzähler und Dramatiker. Er war der Textdichter der österreichischen Kaiserhymne von 1854 „Gott erhalte, Gott beschütze unsern Kaiser, unser Land!“. Einige Werke veröffentlichte er unter dem Pseudonym Emil Ledie.

## Leben
Johann Gabriel Seidl war Sohn eines Advokaten und besuchte das Akademische Gymnasium in Wien. Anschließend studierte er Rechtswissenschaften. Im Jahre 1829 wurde er schließlich Gymnasialprofessor im untersteierischen Cilli. Ab dem Jahre 1840 war Johann Gabriel Seidl Kustos am Münz- und Antikenkabinett in Wien. In den Jahren von 1856 bis 1871 war er für die Schatzkammer zuständig. Publizistisch war er auch für die Wiener Zeitung tätig.
Neben seinen wissenschaftlichen Studien veröffentlichte Johann Gabriel Seidl zahlreiche Gedichte und Erzählungen, darunter die ersten Gedichte von Nikolaus Lenau oder die Fabeln von Gabriele Faerno.  Viele seiner Gedichte wurden von Franz Schubert (z. B. Die Taubenpost) und von Carl Loewe (z. B. Die Uhr) vertont. Neben hochdeutschen Gedichten verfasste Johann Gabriel Seidl auch zahlreiche Verse in niederösterreichischer Mundart. In den Jahren 1828 bis 1838 erschienen die vier Hefte kurzer und längerer Dialekt-Gedichte „Flinserln“. „So nennt der Oesterreicher jene Gattung leichten Metallschmuckes, welche der Hochdeutsche Flitterchen zu nennen pflegt. Wie werthlos auch dieser Zierrat an sich sein mag: so steht er denn doch nicht unsauber, und thut, als simple Stickerei, seine leidentliche Wirkung. Die Anwendung dieses Ausdruckes auf eine Sammlung anspruchsloser Kleinigkeiten bedarf nun wohl keiner weiteren Rede mehr.“
Berühmt wurde Seidls Wanderspruch:
Willst von Wunden du gesunden,
Frisch hinaus aus dumpfem Haus!
Alles Leid, so du empfunden,
Heilt Natur dir liebend aus.
Ob die ersten Lerchen schweben,
Ob der Schnee bedeckt den Grund,
Rasch in’s Freie! Da ist Leben,
Da wird dir der Kopf gesund.
Er ruht in einem Ehrengrab auf dem Wiener Zentralfriedhof (Gruppe 0, Reihe 1, Nummer 10). Im Jahr 1876 wurde in Wien-Landstraße (3. Bezirk) die Seidlgasse nach ihm benannt.

## Werke
Lyrik
- Schillers Manen, Wien 1826, bei J. B. Wallishauser
- Balladen, Romanzen, Sagen und Lieder, Wien 1826, bei J. P. Sollinger
- Lieder der Nacht, Elegien aus Alfons von Lamartine, Die Deutung, Wien 1826, bei J. P. Sollinger (enthält das von Franz Schubert vertonte Gedicht Das Zügenglöcklein)
- Flinserln. Oest’reichischi G’stanz’ln, Gsang’ln und Gschicht’ln. Erscht’s Hundad, Wien 1828, bei J. P. Sollinger
- Flinserln. Zweit’s Hundad. Wien 1829, bei J. P. Sollinger
- Flinserln. Wiedar a Stuck a Hundad, Wien 1830, bei J. P. Sollinger
- Flinserln. No a Stuck a Hundad, Wien 1837, bei J. P. Sollinger
- Erzählungen, Wien 1828, bei J. P. Sollinger
- Bifolien, Wien 1836, bei J. P. Sollinger
- Liedertafel, Wien 1840, bei C. Gerold
- Natur und Herz, Stuttgart 1853, bei Hallberger

Geographische Abhandlungen
- Wiens Umgebung, nach eigenen Wanderungen und mit Benutzung der besten und neuesten Quellen …, Wien 1826, bei Mörschner und Jasper.
- Die untersteierische Schweiz, Graz 1836, Steiermärkische Zeitschrift, Dritter Jahrgang, Heft I.
- Die Steinbrücke (Bild aus Untersteier), Graz 1836, Steiermärkische Zeitschrift, Dritter Jahrgang, Heft II.
- Das St. Mareiner-Thal (Züge zu einem Rundgemälde), Graz 1838, Steiermärkische Zeitschrift, Fünfter Jahrgang, Heft I.
- Wanderungen durch Tirol und Steiermark, Leipzig 1840, Band VII. Das malerische und romantische Deutschland, bei Weigand.